# ピシディア語

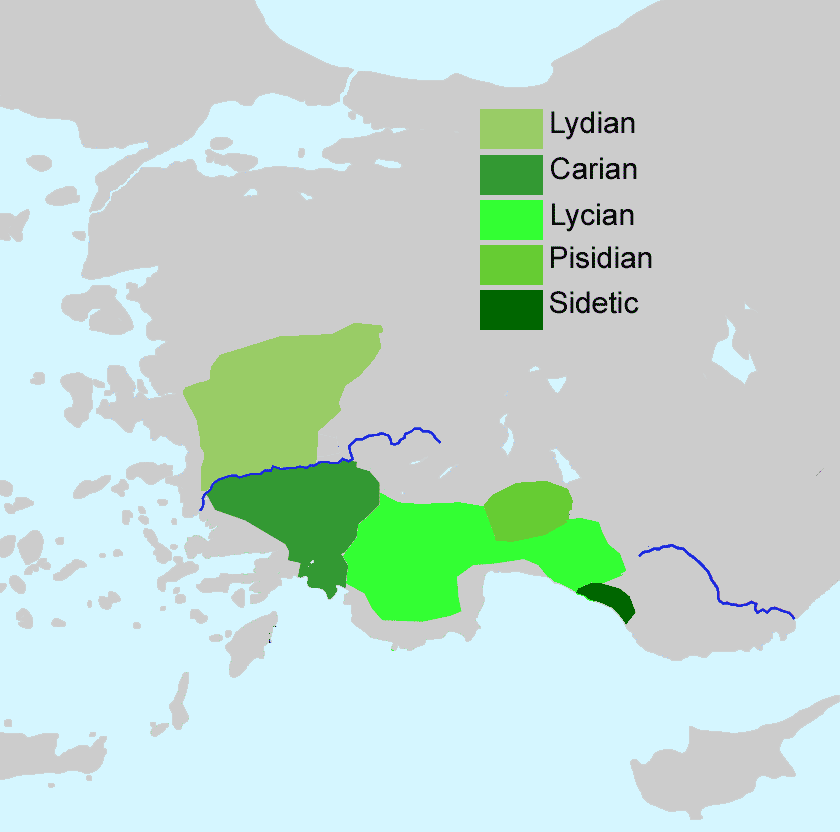
紀元前1千年紀のアナトリア語派諸言語の分布

ピシディア語（ピシディアご）は、アナトリア半島南西部のピシディアで使われていた言語。インド・ヨーロッパ語族のアナトリア語派に属するとされるが、資料はほとんど残っていない。

## 概要
ストラボン『地理誌』第13巻(4.17)には、キビュラの町でギリシア語、リュディア語、ピシディア語、およびソリュモイ人の言語の4種類が使われると記述している。
ピシディア語の資料は、ピシディア北部に残る30ほどの墓誌銘で、個人の名前とその父の名前が記されているに過ぎない。時代は西暦2-3世紀のものと見られる。ギリシア文字で書かれている。
言語の詳細がほとんど不明であるにもかかわらず、父の名が -s で終わっており、これはアナトリア語派の形容詞接尾辞 *-asso/ī- に由来すると考えられる。
- Musita Tas 「Taの（子）Musita」[3][4]